# Yung Rich Nation
Yung Rich Nation è il primo album in studio del gruppo musicale statunitense Migos, pubblicato il 31 luglio 2015.

## Tracce
1. Memoirs – 3:13
2. Dab Daddy – 3:21
3. Migos Origin – 3:39
4. Spray the Champagne – 2:40
5. Street Nigga Sacrifice – 3:43
6. Highway 85 – 4:17
7. One Time – 4:41
8. Just for Tonight (feat. Chris Brown) – 3:33
9. Pipe It Up – 3:26
10. Gangsta Rap – 2:08
11. Playa Playa – 4:40
12. Cocaina (feat. Young Thug) – 5:18
13. Trap Funk – 3:36
14. What a Feeling – 3:29
15. Recognition – 4:46